# Power Couple
Power Couple – polski program telewizyjny typu reality show telewizji TVN oparty na izraelskim formacie o tej samej nazwie emitowany wiosną 2021 roku. Jego prowadzącym był Olivier Janiak, a producentem ATM Grupa.

## Zasady gry
Do gry przystępuje kilka par gwiazd i celebrytów będących małżeństwem bądź w nieformalnym związku. W każdym cyklu gry pojawiają się trzy zadania: jedno dla mężczyzn, jedno dla kobiet i jedno dla par. Każdy kolejny cykl zaczyna się naprzemiennie od zadania dla kobiet, następnie od zadania dla mężczyzn itd. Na początku etapu każda para otrzymuje po 10 tys. zł. Przed pierwszym zadaniem indywidualnym partnerzy osób wykonujących zadanie ustalają kwotę, jaką są w stanie zaryzykować, przy czym osoba wykonująca zadania nie wie, o ile gra. Jeśli osoba wykonująca zadanie ukończy je poprawnie, obstawiona stawka zasila konto pary; jeśli się jej nie powiedzie, zespół traci obstawioną sumę. Analogiczne reguły obowiązują w kolejnym zadaniu, z tą różnicą, że obstawiający zakłady i wykonujący zadania zamieniają się miejscami, a sumę początkową stanowi stan konta po poprzednim zadaniu. Po zakończeniu obu zadań para z najmniejszą sumą pieniędzy trafia do strefy zagrożenia. Zdobyte do tej pory środki stanowią część potencjalnej wygranej; nie służą więcej do obstawiania zakładów. Do trzeciego zadania pary przystępują wspólnie i nie obstawiają żadnych pieniędzy. Para, która trafiła do strefy zagrożenia może ją opuścić, jeśli uzyska najlepszy wynik spośród wszystkich zawodników; w przeciwnym razie grozi jej eliminacja. Do par zagrożonych eliminacją trafia także drużyna, która wypadnie najsłabiej w trzecim zadaniu (w przypadku remisu decyduje suma pieniędzy zdobyta w danym cyklu). O tym, która z zagrożonych par zostaje w grze, a która odpada, decydują pozostali gracze w głosowaniu. Drużyna, która poradzi sobie najlepiej w zadaniu dla par, otrzymuje premię – może nią być podwójny głos podczas eliminacji, unieważnienie eliminacji, bonus pieniężny, darmowy masaż itp. Dodatkową regułą w ostatnim cyklu przed finałem jest fakt, że para, która po dwóch zadaniach zdobędzie najwięcej pieniędzy, automatycznie awansuje do finału.
Finał obejmuje jedno zadanie, które determinuje zwycięzców. Nagrodę dla pary, która wygra program stanowią zdobyte w czasie gry pieniądze; pozostali uczestnicy odchodzą z niczym.

## Emisja programu
| Edycja | Edycja | Odcinki   | Premiera    | Premiera      | Premiera     | Premiera     |
| Edycja | Edycja | Odcinki   | Sezon       | Premiera      | Finał        | Pora emisji  |
| ------ | ------ | --------- | ----------- | ------------- | ------------ | ------------ |
|        | 1.     | 1–10 (10) | wiosna 2021 | 20 marca 2021 | 22 maja 2021 | sobota 20.00 |

Poza emisją telewizyjną wszystkie odcinki programu udostępniono w serwisie Player.

## Uczestnicy
Udział w programie wzięli:
- Katarzyna Pakosińska i Irakli Basilashvili,
- Agata Wątróbska i Janusz Chabior,
- Magda Nędza i Hubert Gromadzki,
- Aleksandra Gruszka i Piotr Gruszka,
- Ewa Kasprzyk i Michał Kozerski,
- Agata Rubik i Piotr Rubik,
- Paulina Łaba-Torres i Tomasz Torres.

Wyniki programu przedstawia poniższa tabela.
| Wyniki rozgrywki |                                            |
| Miejsce          | Uczestnicy                                 |
| 1.               | Katarzyna Pakosińska i Irakli Basilashvili |
| 2.               | Aleksandra i Piotr Gruszkowie              |
| 3.               | Paulina Łaba-Torres i Tomasz Torres        |
| 4.               | Agata i Piotr Rubikowie                    |
| 5.               | Agata Wątróbska i Janusz Chabior           |
| 6.               | Ewa Kasprzyk i Michał Kozerski             |
| 7.               | Magda Nędza i Hubert Gromadzki             |

## Oglądalność
Według Nielsen Audience Measurement premierę pierwszego odcinka (na antenie TVN) obejrzało 1,08 mln widzów. Średnia oglądalność pierwszych trzech odcinków wyniosła 956 tys. osób. Średnia widownia premier telewizyjnych całej edycji wyniosła 941 tys. osób. Najwyższą oglądalność w serii zdobył odcinek finałowy (1,133 mln widzów).